# Spinomantis fimbriatus
Spinomantis fimbriatus es una especie de anfibio de la familia Mantellidae.
Es endémica de Madagascar.
Su hábitat natural incluye bosques bajos y secos y ríos.